# 힐즈버러 스타디움
힐즈버러 스타디움(Hillsborough Stadium)은 잉글랜드 사우스요크셔주 셰필드에 위치한 경기장으로 셰필드 웬즈데이 FC의 홈 구장으로 사용되고 있으며 96명이 사망하고 800여명이 부상을 입은 힐즈버러 참사로 유명하다.